# Helen Lane
Helen Lane (née en 1921 à Minneapolis, morte le 29 août 2004 à Albuquerque) est une traductrice américaine réputée pour ses traductions de l'espagnol, du portugais, du français et de l'italien en anglais. Elle a traduit des livres de nombreux auteurs contemporains importants tels que Augusto Roa Bastos, Juan Goytisolo, Juan Carlos Onetti, Jorge Amado, Luisa Valenzuela, Mario Vargas Llosa, Marguerite Duras, Nélida Piñon et Curzio Malaparte.
Née Helen Ruth Overholt et diplômée summa cum laude en 1943 de l'université de Californie à Los Angeles, elle y obtint une maîtrise en 1953 et y poursuivit sa formation postgraduate ainsi qu'à la Sorbonne.
Helen Lane commence dans les années 1940 comme traductrice du gouvernement de Californie à Los Angeles avant de s'installer à New York pour y travailler chez des éditeurs. Elle devint traductrice indépendante en 1970 et s'installe en Dordogne. En plus de ses travaux de traduction, elle  fournit les sous-titres pour des films de Jean-Luc Godard et d'Haskell Wexler.
Elle a reçu deux fois le Pen Translation Prize, l'un des plus importants prix de traduction aux États-Unis, en 1975 et en 1985.

## Liste de ses traductions
- Of Heroes and Tombs
- The Storyteller (Mario Vargas Llosa)
- A Fish in the Water (Mario Vargas Llosa)
- Essays on Mexican Art
- Caetana's Sweet Song
- Tlatelolco massacre (Elena Poniatowska)
- The Three Marias: New Portuguese Letters
- State of Siege
- The Perón Novel
- Santa Evita
- The Memoirs of Fray Servando Teresa de Mier (Servando Teresa de Mier)
- Moi, le Suprême (Augusto Roa Bastos)
- Les Choses  (Georges Perec)
- La Tante Julia et le Scribouillard (Mario Vargas Llosa)
- La Guerre de la fin du monde (Mario Vargas Llosa)